# IC 4601
IC 4601 је рефлексиона маглина са звијездама у сазвјежђу Шкорпија која се налази на листи објеката дубоког неба у Индекс каталогу.
Деклинација објекта је - 20° 4' 54" а ректасцензија 16h 20m 18,0s. IC 4601 је још познат и под ознакама ESO 585-*N1, CED 129C.